# Седалія (Міссурі)
Седалія (англ. Sedalia, [ sedalia ]) — місто (англ. city) в США, в окрузі Петтіс штату Міссурі. Населення — 21 725 осіб (2020).

## Географія
Седалія розташована за координатами 38°42′14″ пн. ш. 93°14′5″ зх. д. / 38.70389° пн. ш. 93.23472° зх. д. (38.703970, -93.234630).  За даними Бюро перепису населення США в 2010 році місто мало площу 34,48 км², з яких 34,41 км² — суходіл та 0,07 км² — водойми.

## Демографія
Згідно з переписом 2010 року, у місті мешкало 21 387 осіб у 8850 домогосподарствах у складі 5226 родин. Густота населення становила 620 осіб/км².  Було 9979 помешкань (289/км²).
Расовий склад населення:
| - 85,3 % — білих - 5,2 % — чорних або афроамериканців - 0,7 % — азіатів - 0,5 % — корінних американців - 0,1 % — вихідців з тихоокеанських островів - 5,2 % — осіб інших рас |

До двох чи більше рас належало 3,0 %. Частка іспаномовних становила 9,0 % від усіх жителів.
За віковим діапазоном населення розподілялося таким чином: 24,8 % — особи молодші 18 років, 60,1 % — особи у віці 18—64 років, 15,1 % — особи у віці 65 років та старші. Медіана віку мешканця становила 34,6 року. На 100 осіб жіночої статі у місті припадало 92,2 чоловіків;  на 100 жінок у віці від 18 років та старших — 88,6 чоловіків також старших 18 років.
Середній дохід на одне домашнє господарство  становив 42 184 долари США (медіана — 31 460), а середній дохід на одну сім'ю — 51 620 доларів (медіана — 41 559). Медіана доходів становила 31 650 доларів для чоловіків та 26 536 доларів для жінок. За межею бідності перебувало 23,9 % осіб, у тому числі 30,7 % дітей у віці до 18 років та 15,6 % осіб у віці 65 років та старших.
Цивільне працевлаштоване населення становило 9409 осіб. Основні галузі зайнятості: освіта, охорона здоров'я та соціальна допомога — 22,6 %, виробництво — 20,5 %, роздрібна торгівля — 12,4 %, мистецтво, розваги та відпочинок — 9,3 %.

## Персоналії
- Клайд Де Вінна (1890-1953) — американський кінооператор і оператор-постановник.